# Strongylognathus
Strongylognathus là một chi côn trùng thuộc họ Formicidae. Chi này có các loài sau:
- Strongylognathus afer
- Strongylognathus alboini
- Strongylognathus alpinus
- Strongylognathus arnoldii
- Strongylognathus caeciliae
- Strongylognathus cecconii
- Strongylognathus chelifer
- Strongylognathus christophi
- Strongylognathus dalmaticus
- Strongylognathus destefanii
- Strongylognathus emeryi
- Strongylognathus foreli
- Strongylognathus huberi
- Strongylognathus insularis
- Strongylognathus italicus
- Strongylognathus karawajevi
- Strongylognathus kervillei
- Strongylognathus koreanus
- Strongylognathus kratochvilli
- Strongylognathus minutus
- Strongylognathus palaestinensis
- Strongylognathus pisarskii
- Strongylognathus rehbinderi
- Strongylognathus ruzskyi
- Strongylognathus silvestrii
- Strongylognathus testaceus